# Lagonda V12
La Lagonda V12 è un'autovettura di lusso prodotta dalla casa automobilistica britannica Lagonda dal 1938 al 1940 in 189 esemplari.

## Caratteristiche tecniche

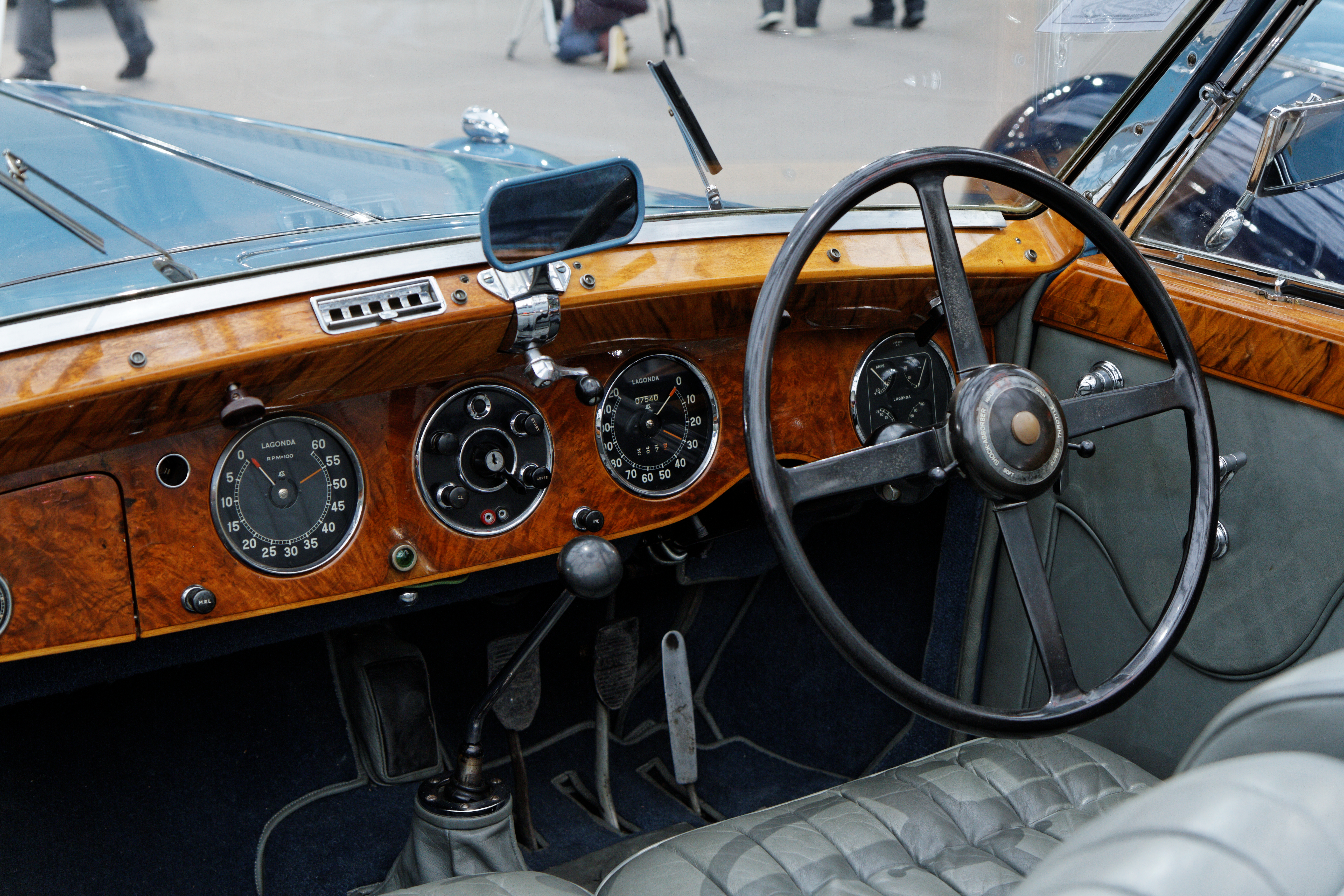
Gli interni di una Lagonda V12

Presentata nel 1936 al salone dell'automobile di Londra, è stata prodotta in versione berlina quattro porte e quattro posti, turismo due porte e 2+2 posti, coupé due porte e due posti, cabriolet due porte e due posti e limousine quattro posti e quattro porte.
Il modello montava un motore V12 a 60° da 4.480 cm³ di cilindrata avente una distribuzione con doppio albero a camme in testa. Venne progettato da Walter Owen Bentley. Il monoblocco e la testata erano in ghisa, mentre il basamento inferiore era in lega leggera.
Ogni bancata, che era caratterizzata da un albero a camme e da una catena, ospitava sei cilindri. Il motore, che era dotato di un impianto d'alimentazione formato da due carburatori, erogava 180 bhp a 5.000 giri al minuto

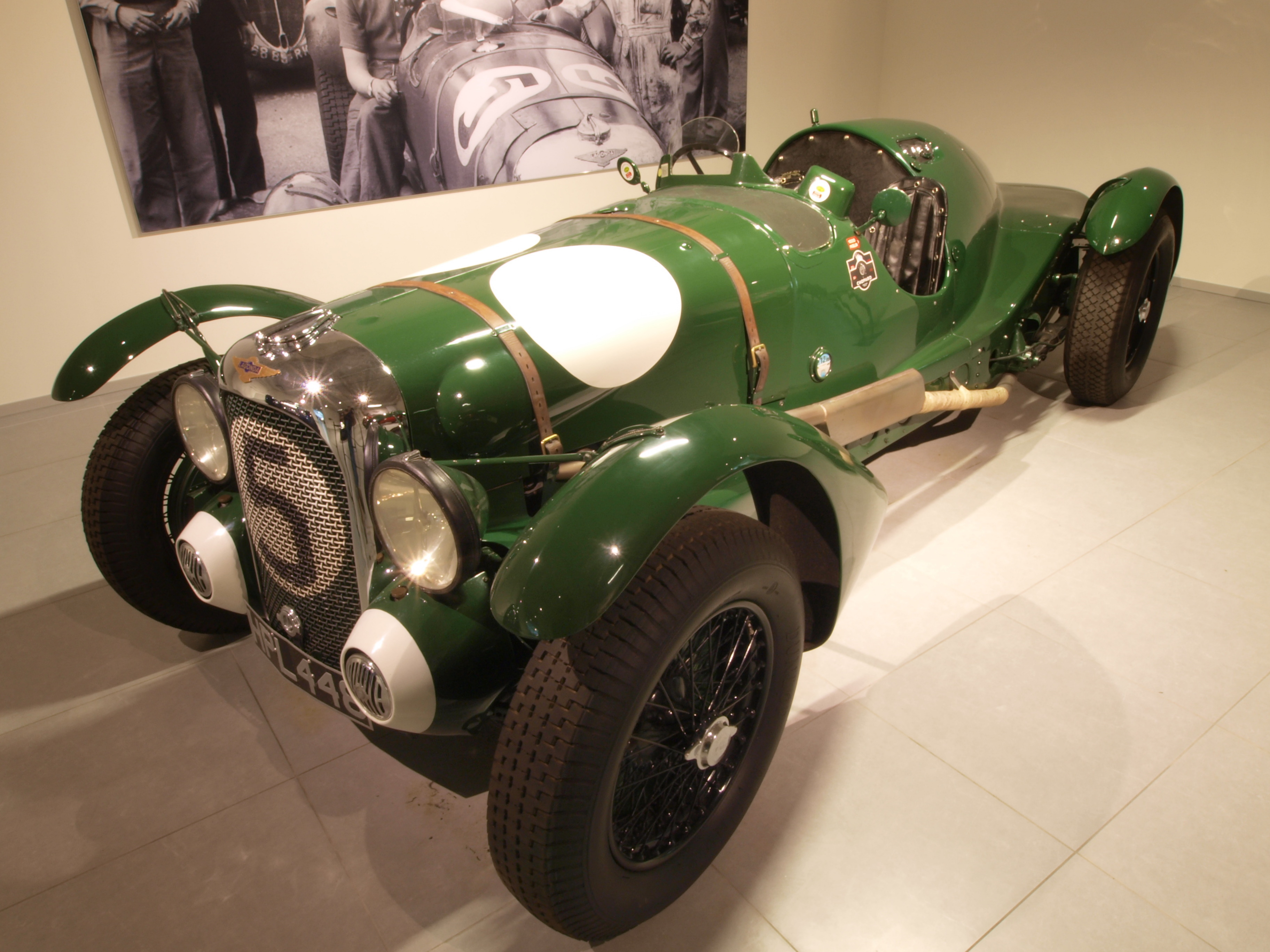
Una delle due Lagonda V12 che partecipò alla 24 Ore di Le Mans

Il telaio era fornito da sospensioni anteriori indipendenti a barra di torsione e da sospensioni posteriori ad assale rigido. I freni erano idraulici. Il cambio era manuale a quattro rapporti con leva montata alla destra del guidatore. Il modello era disponibile in tre versioni di passo, 3.150 mm, 3.353 mm e 3.505 mm. Solo dieci esemplari sono stati realizzati con il passo più lungo.
La Lagonda vendeva la V12 priva della carrozzeria, che era realizzata dopo la vendita dal carrozziere di fiducia del cliente. La lunghezza, che era tipicamente 5.232 mm, poteva variare in base alla carrozzeria installata, la cui realizzazione era artigianale.
La versione berlina raggiungeva una velocità massima di 100 mph. Due esemplari di V12 con quattro carburatori sono stati iscritti nel 1939 alla 24 Ore di Le Mans dove giunsero terza e quarta.